# Scopula vittata
Scopula vittata är en fjärilsart som beskrevs av Carl Peter Thunberg 1784. Scopula vittata ingår i släktet Scopula och familjen mätare. Inga underarter finns listade.